# Tian Mengxu
Tian Mengxu (chinesisch 田梦旭; * 29. November 1989) ist ein ehemaliger chinesischer Leichtathlet, der sich auf den Langstreckenlauf spezialisiert hat.

## Sportliche Laufbahn
Erste internationale Erfahrungen sammelte Tian Mengxu im Jahr 2009, als er bei den Asienmeisterschaften in Guangzhou in 14:09,70 min den fünften Platz im 5000-Meter-Lauf belegte. 2012 wurde er wegen eines Dopingverstoßes für zwei Jahre gesperrt. 2016 siegte er in 1:04:26 h beim Zhengzhou-Halbmarathon und beendete daraufhin seine aktive sportliche Karriere im Alter von 25 Jahren.
2008 wurde Tian chinesischer Meister im 5000-Meter-Lauf.

## Persönliche Bestzeiten
- 5000 Meter: 13:39,53 min, 26. Oktober 2009 in Jinan
- 10.000 Meter: 28:15,06 min, 21. Oktober 2009 in Jinan
- Halbmarathon: 1:04:26 h, 27. März 2016 in Zhengzhou